# Blaukopf-Fruchttaube

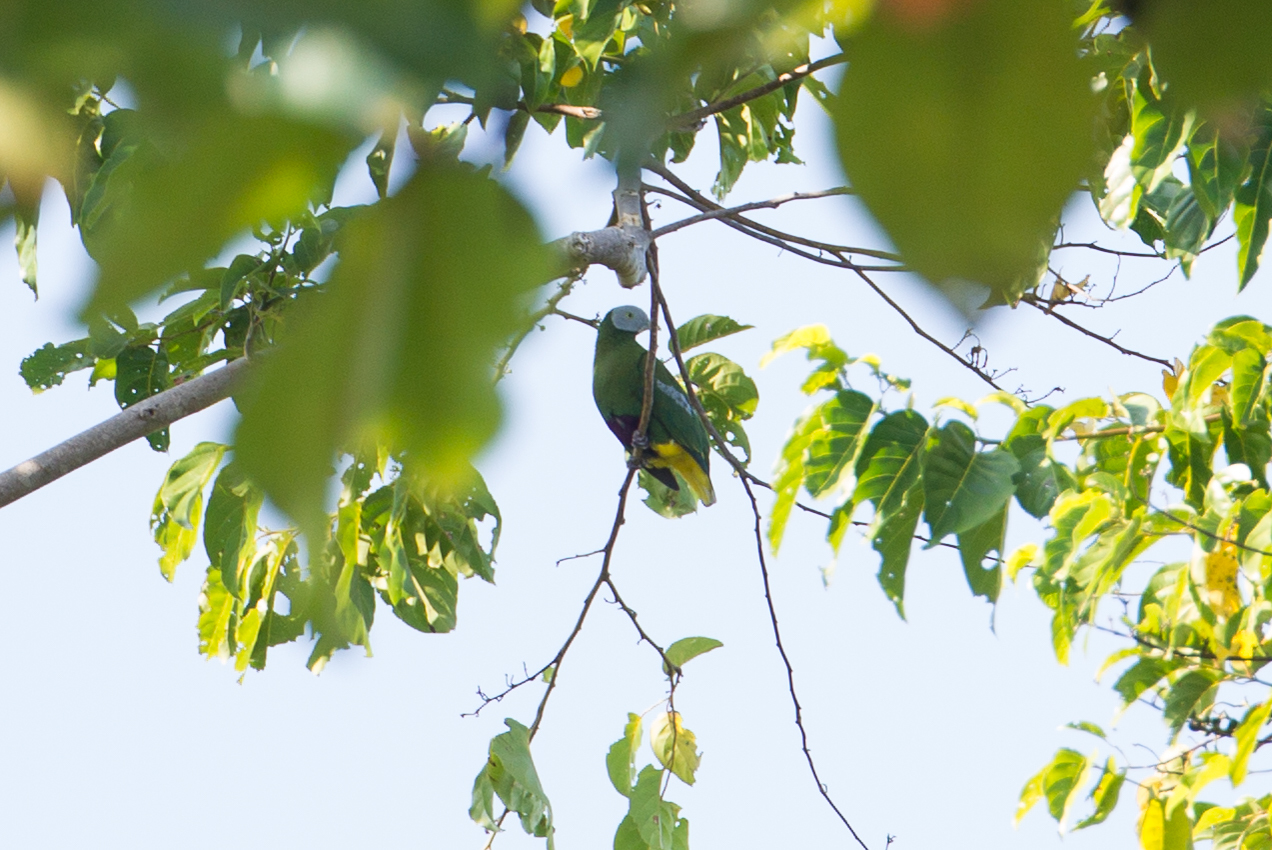
Blaukopf-Fruchttaube

Die Blaukopf-Fruchttaube (Ptilinopus hyogastra, Syn.: Ptilinopus hyogastrus, Ptilinopus hyogaster), auch Graukopf-Fruchttaube genannt, ist eine Art der Taubenvögel. Sie kommt ausschließlich in einem kleinen Verbreitungsgebiet in Südostasien vor. Die Lebensweise der Blaukopf-Fruchttaube ist bislang nur sehr wenig erforscht.

## Charakteristika der Art
Die Körpergröße der Blaukopf-Fruchttaube entspricht in etwa der einer Lachtaube. Sie weist jedoch den kompakten Körperbau auf, wie sie für Flaumfußtauben charakteristisch ist. Es besteht kein Geschlechtsdimorphismus. Die Blaukopf-Fruchttaube weist große Ähnlichkeit mit der Karunkel-Fruchttaube auf. Ihr fehlen jedoch die granulatartigen Auswüchse auf der Wachshaut, die für diese Art charakteristisch ist.
Das Gefieder ist tiefgrün und schimmert bronzefarben. Der Kopf ist blaugrau. Über die Schulter und die Flügel verlaufen je zwei helle blaugraue Streifen. Die Taube weist am Bauch einen großen purpurfarbenen Fleck auf. Die Unterschwanzdecken sind gelb. Der Schnabel ist an der Basis blaugrau und hellt zur Spitze in einen gelblichen Ton auf. Die Iris ist braun. Die Füße sind dunkelgrau.
Die Blaukopf-Fruchttaube kommt auf den nördlichen Maluku-Inseln Bacan und Halmahera vor. Sie ist ein Waldbewohner. Ansonsten ist über ihre Lebensgewohnheiten nichts bekannt.

## Belege

## Weblink
- Ptilinopus hyogastrus in der Roten Liste gefährdeter Arten der IUCN 2013.2. Eingestellt von: BirdLife International, 2012. Abgerufen am 4. Januar 2014.